# S/S Öresund
S/S Öresund var ett passagerarfartyg, färdigställt 1905, som trafikerade Öresund mellan 1905 och 1956.

## Karriär
Öresund byggdes mellan 1904 och 1905 av Kockums Mekaniska Verkstad för Svenska Rederi AB Öresund ("Öresundsbolaget" kallat). Bolaget, som var ett underbolag till Statens järnvägar, bedrev båttrafik över Öresund i samarbete med motsvarande underbolag till DSB, Dampskibsselskabet Øresund. Öresund sattes således in i trafik mellan Malmö och Köpenhamn, samt mellan Köpenhamn och Helsingborg/Mölle. Hon lades upp under andra världskriget, men sattes åter i trafik mellan Malmö och Köpenhamn 1945. S/S Öresund gjorde sin sista trafikdag den 29 mars 1956, och höggs upp av Persöner i Ystad 1957.
Delar av aktersalongen togs tillvara vid skrotningen och användes som inredning i annexet till Hamnpaviljongen i Malmö hamn och delar av maskineriet gick till Malmö museum.

## Bildgalleri

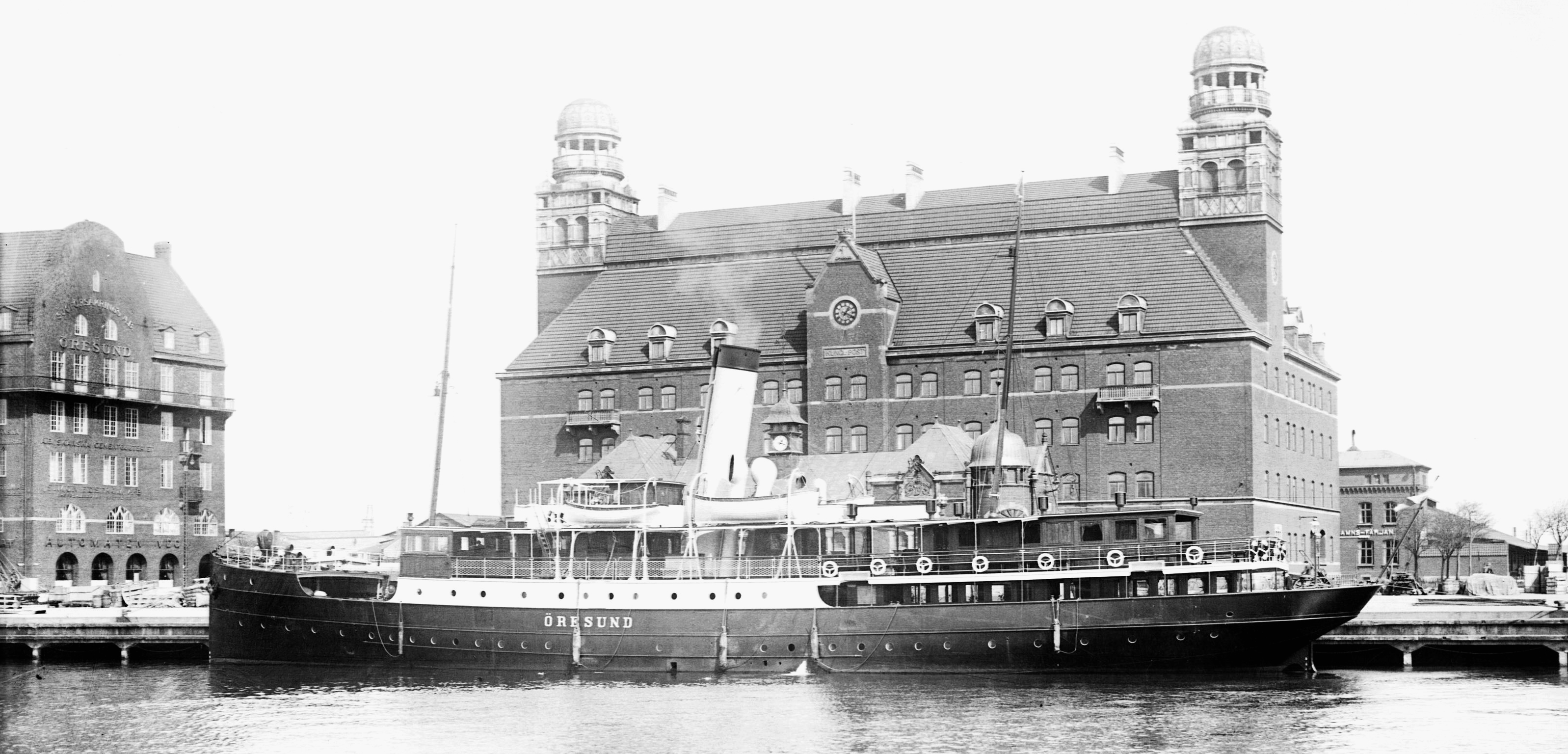
Vid kaj med Automatcafé Vega och posthuset i bakgrunden
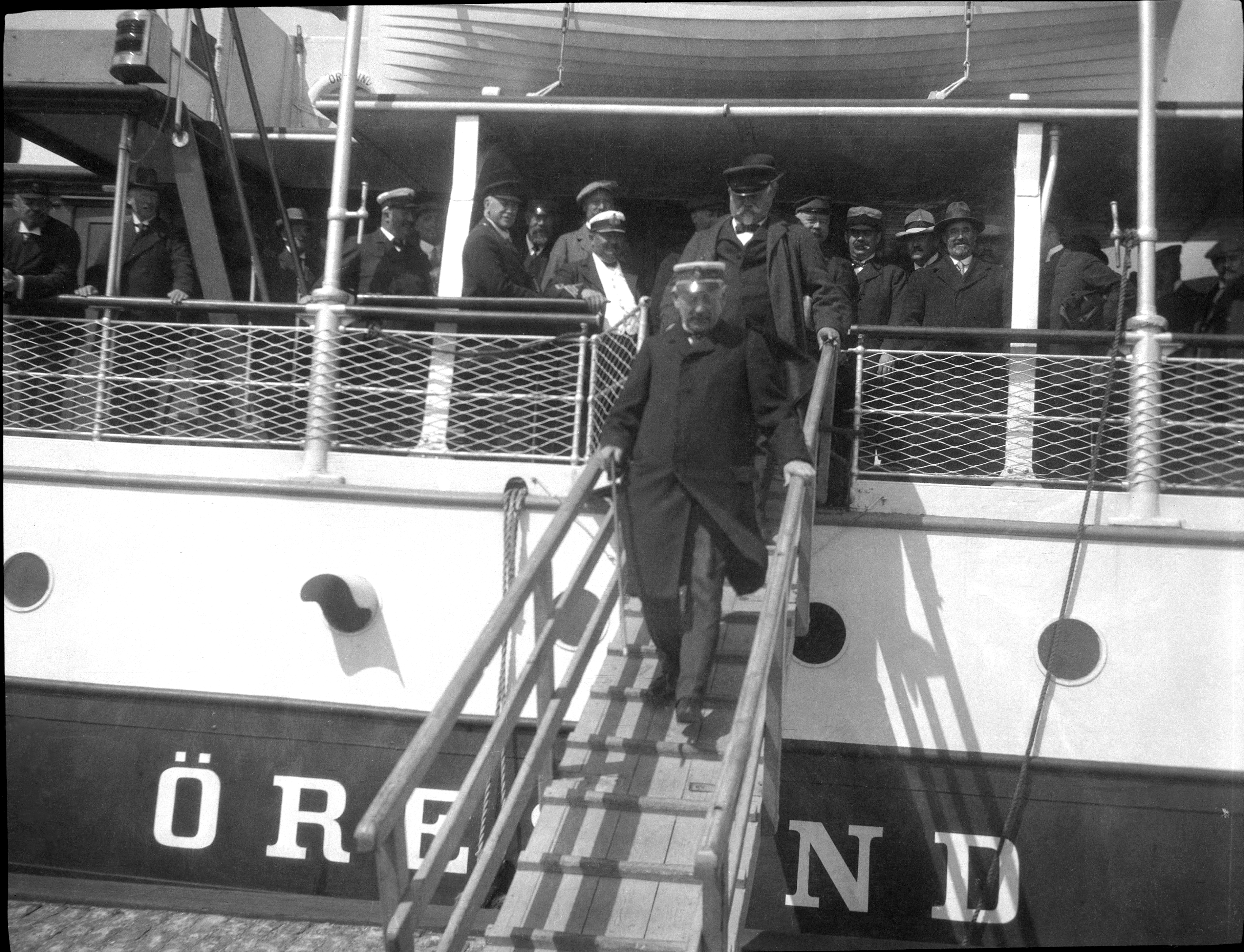
Passagerare på väg av över landgången
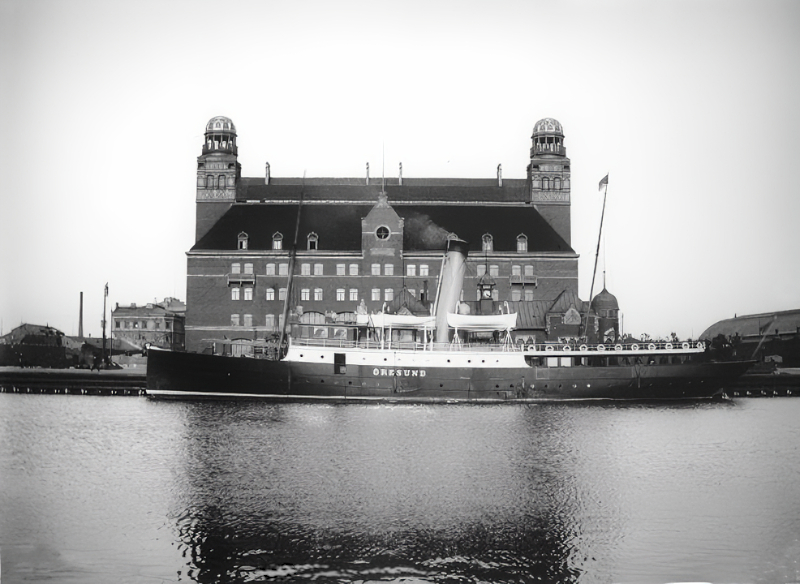
Fartyget i inre hamnen framför posthuset